# Émir (paquebot)
Émir est le nom d'un paquebot français qui fit naufrage le 10 août 1911.

## Description
Le paquebot Émir, construit en 1883-1883 et portant initialement le nom L'Émir jusqu'à ses modifications en 1895 ; il pouvait transporter 62 passagers ; il appartenait à la Compagnie de navigation mixte Touache, dont le port d'attache se trouvait à Marseille. Il a quitté, pour la dernière fois, Marseille le 2 août et faisait régulièrement la ligne entre Marseille et Tanger, faisant escale à Oran, Béni-Saf, Nemours, Melilla, Tétouan et Gibraltar.
Son tonnage était de 1 284 tonneaux brut et 881 tonneaux net, il mesurait 75,60 m de long, 9,80 m de large et était profond de 7,10 mètres.

## Le naufrage

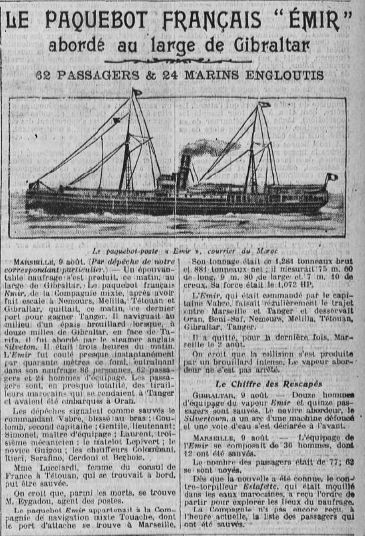
Article du journal Le Journal relatant le naufrage du paquebot Émir le 9 août 1911.

Le 9 août 1911 le paquebot venait de quitter le port de Gibraltar afin de gagner celui de Tanger lorsque, vers 3 heures du matin, par un épais brouillard, en face de Tarifa, dans le détroit de Gibraltar, il entra en collision avec le steamer anglais Silveton. Il coula immédiatement, entraînant dans son naufrage 86 personnes (62 passagers et 24 hommes d'équipage) ; les passagers étaient pour la plupart des tirailleurs marocains embarqués à Oran qui se rendaient à Tanger. 12 hommes d'équipage furent sauvés, ainsi que 15 passagers.
Parmi les victimes Auguste Courtault, surnommé "docteur Vélo".